# جیم استارلین
جیم استارلین (انگلیسی: Jim Starlin؛ زادهٔ ۹ اکتبر ۱۹۴۹) یک نویسنده، قلم‌زن و جوهرزن اهل ایالات متحده آمریکا است.
وی بیشتر به خاطر همکاری‌هایش با مارول کامیکس و دی‌سی کامیکس به خصوص کار بر روی کاپیتان مارول، اودیسهٔ کیهانی، ستاره‌بیم و دستکش‌بلند شناخته می‌شود.